# Chomrong
 Chomrong  est un village du Népal situé dans le district de Kaski et dépendant du comité de développement villageois de Ghandruk. Selon le recensement national de 2024, le village compte une population de 187 villageois et 39 ménages.

## Histoire

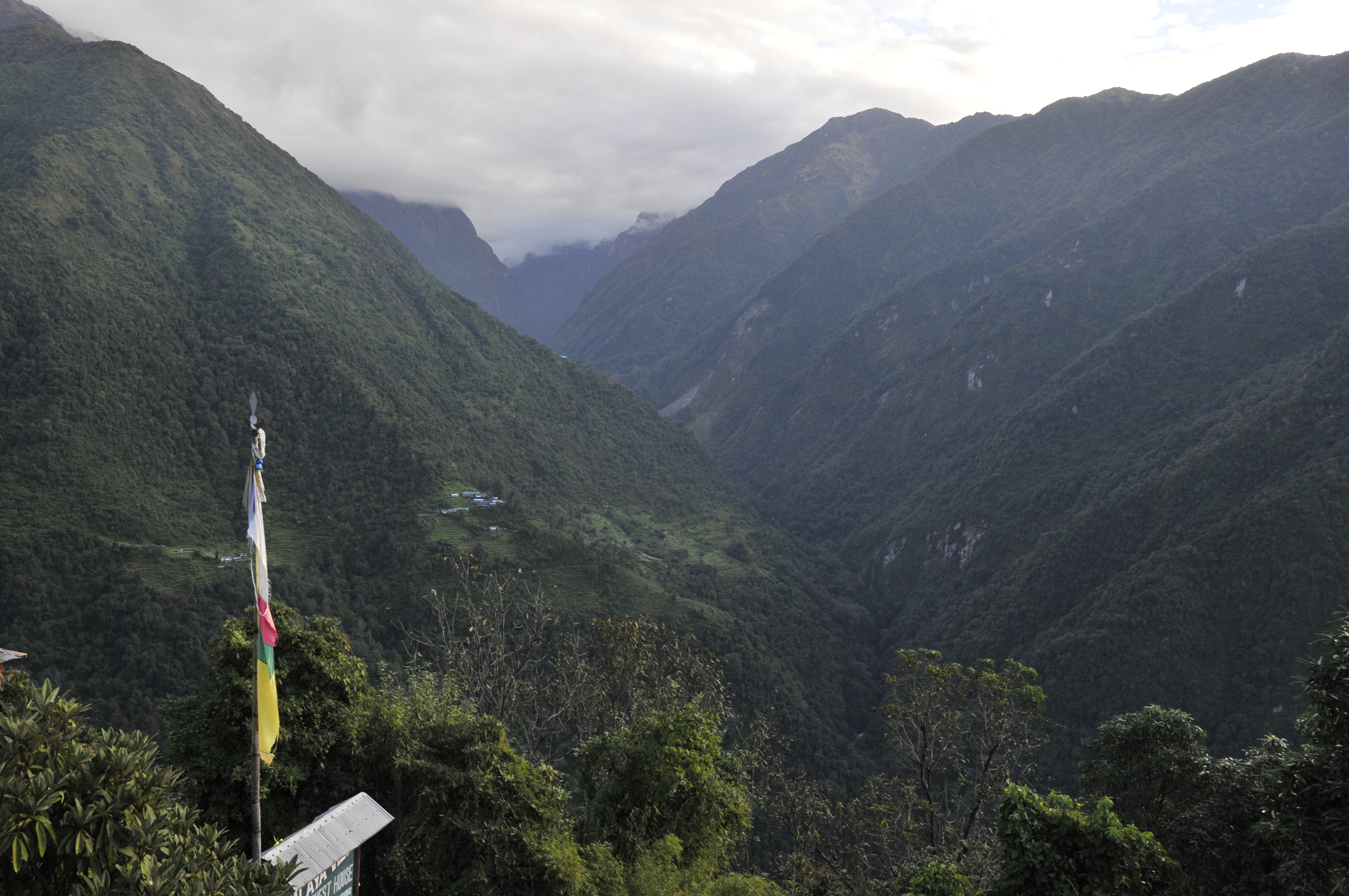
Panorama depuis le village.

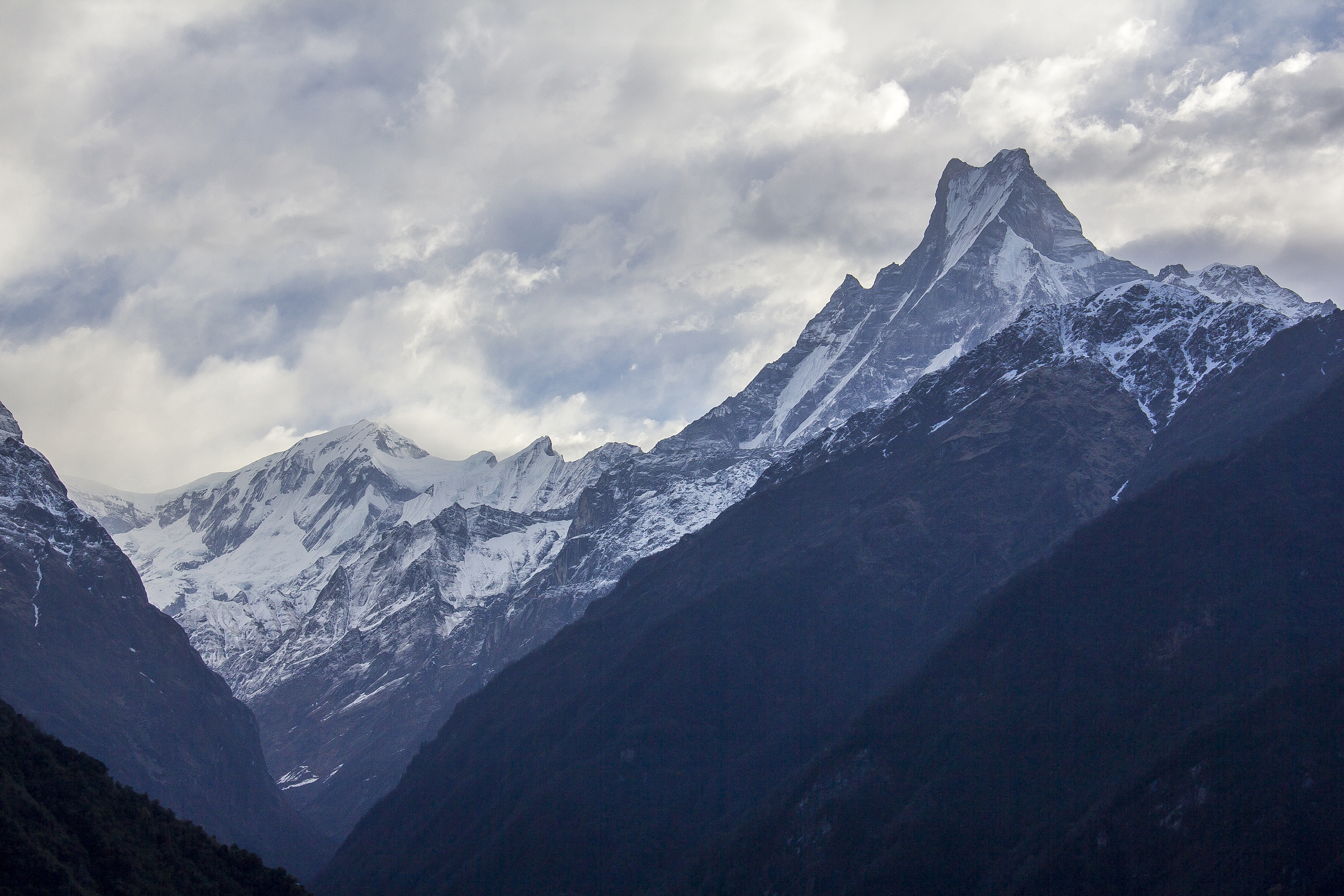
Panorama de l'Annapurna depuis le village.

La localité se situe à 2 700 mètres d’altitude. Chomrong est le dernier village avant le Sanctuaire de l'Annapurna, le long du chemin qui mène au camp de base. Les maisons sont disposées autour d’un grand escalier qui descend en direction de la rivière,,,.

## Lodge
Le village compte 13 lodges :
- Summit View Lodge ;
- Heaven View Guest House ;
- Panorama Point Lodge ;
- Himalaya View Guest House ;
- Fishtail Guest House ;
- International Guest House ;
- Kalpana Guest House ;
- Mountain View Lodge ;
- Lucky Guest House ;
- Moonlight Lodge ;
- Elysium Guesthouse ;
- Chomrong Cottage ;
- Chomrong Guest House.